# Fernando Mazuera Villegas
Fernando Mazuera Villegas (Pereira, 20 de agosto de 1906-Nueva York, 14 de octubre de 1978) fue un político y urbanizador colombiano. 
Fue Alcalde Municipal de Bogotá en tres ocasiones entre 1947 y 1957 durante los gobiernos de Mariano Ospina Pérez y de la Junta Militar. Fue propietario de un negocio de taxis y fundó una compañía inmobiliaria a la que le puso su nombre. Como alcalde, emprendió demoliciones y reconstrucciones después del Bogotazo. Fue crítico del Tranvía como sistema de transporte para la ciudad y promovió el uso de autobuses.

## Biografía
Nació en Pereira el 20 de agosto de 1906 en una familia con once hijos, que durante su infancia se trasladó a Manizales. Su padre, que en otro matrimonio tuvo nueve hijos más, tuvo problemas económicos, por lo que Mazuera no pudo continuar sus estudios y debió asumir su mantenimiento, pudiendo sin embargo aprender mecanografía y taquigrafía. 
Con la ayuda de su hermano Leonidas se instaló en Bogotá en 1922 donde trabajó para el Banco de Colombia. Tras la compra de unos quintales de azúcar que luego vendió a la compañía Posada y Tobón, ganó el equivalente de un salario anual como mecanógrafo. Trabajó también para Benjamín Castillo, cobrando arrendamientos. Tras la muerte de Castillo, tomó el contrato para vender traviesas al Ferrocarril del Noreste. 
Su empresa Taxi No. 1A tenía 50 automóviles Studebaker. 

### Alcaldías
En 1947 comenzó su primera alcaldía, durante la presidencia de Mariano Ospina Pérez, en la cual realizó la compra de terrenos para la represa de Chisacá y sentó las bases del proyecto Tibitó-Teusacá. 
Tras el Bogotazo, en 1948, el alcalde recién nombrado Manuel de Vengoechea desapareció durante los hechos y Mazuera reasumió el cargo. Durante su última administración (1957-1958) se inició la excavación del deprimido vial de la Calle 26 en los terrenos de los parques Centenario y de la Independencia, así como la adquisición de los lotes para el Parque Metropolitano La Florida y realizó obras de infraestructura, como la terminación de la Carrera Décima.
En 1965 fundó la empresa urbanizadora Fernando Mazuera y Compañía Limitada, con la particularidad de que los proyectos arquitectónicos empezaban su nombre con la letra M, siendo Ciudad Modelia uno de los primeros. Murió en Nueva York el 14 de octubre de 1978.